# هيلموت هاوسمان
هيلموت هاوسمان (بالألمانية: Helmut Haussmann)‏ (مواليد 18 أيار 1943) أكاديمي ألماني وسياسي. شغل منصب وزير الاقتصاد 1988-1991.

## روابط خارجية
- هيلموت هاوسمان على موقع مونزينجر (الألمانية)